# ジャパンケーブルキャスト
ジャパンケーブルキャスト株式会社（Japan CableCast Inc.）は、日本全国のケーブルテレビ局向けにデジタルテレビ放送の専門チャンネルを供給する有料放送管理事業者である。

## 概要・沿革

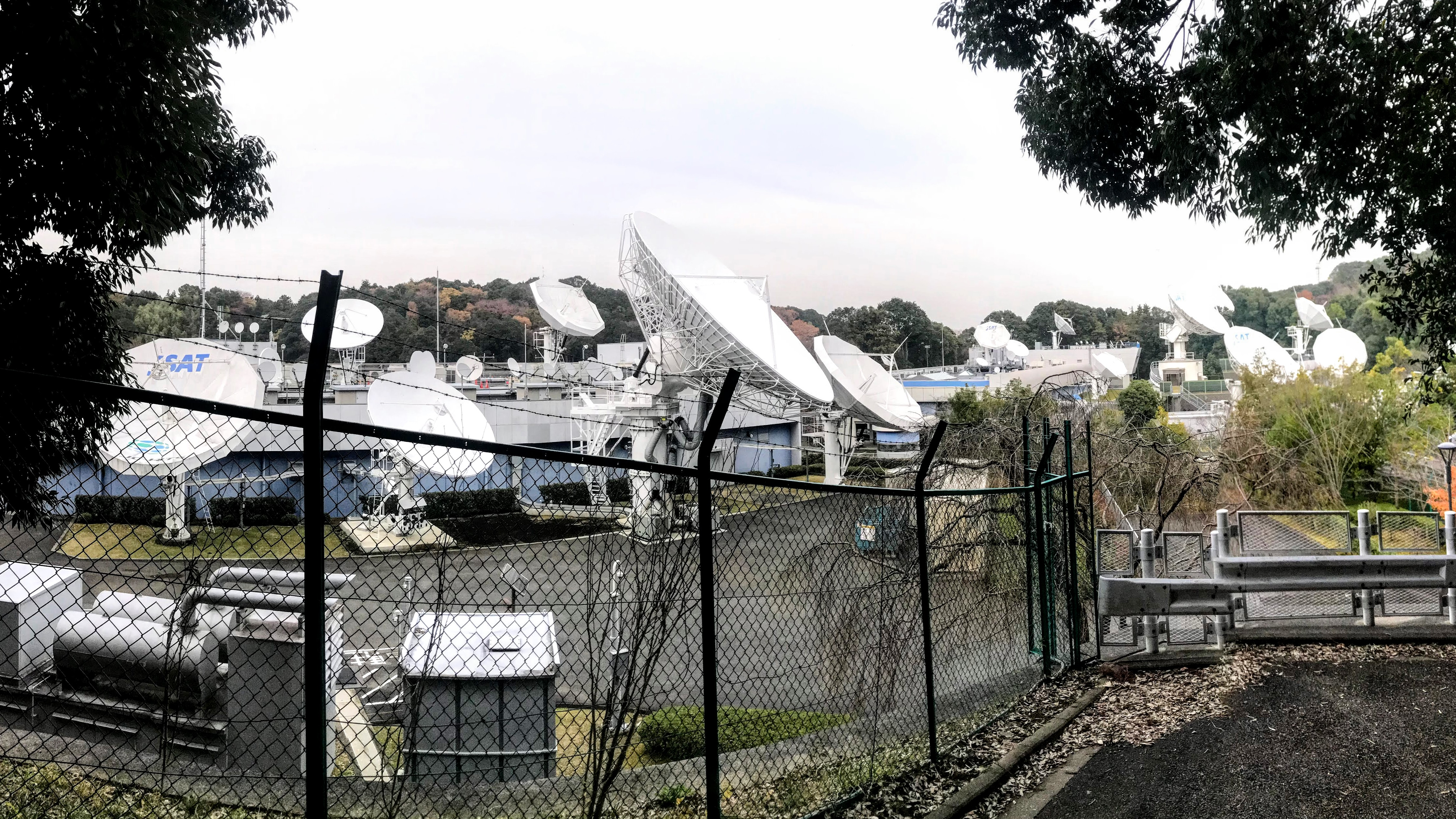
スカパーJSAT横浜衛星管制センターに設置された、JC-HIT用のパラボラアンテナ（左端）

東経124度通信衛星のJCSAT-4Aを利用した専用衛星回線を通じて、日本全国のケーブルテレビ局へ各種専門チャンネルを配信する有料放送管理サービス『JC-HITS』（ジェイシー・ヒッツ）を運営している。また、各地のケーブルテレビ局のコミュニティチャンネル向けのデータ放送アプリケーションサービス・『JC-data』（ジェイシー・データ）の提供も行っている。このほか、2015年9月末まではPPVサービス『エラボ』を展開していた。
設立時は、先述の衛星を保有するJSAT株式会社（現・スカパーJSAT株式会社）の100%子会社であったが、2006年3月31日付で投資会社の株式会社SOZO工房が中心となって設立した株式会社SOZO工房インタラクティブに全株が譲渡された（後にジャパンケーブルキャストホールディングス株式会社に商号を変更し、2007年1月には同社を吸収合併している）。
2009年4月1日より、So-netを運営するソネットエンタテインメントと提携して『Cable AD Connection』（ケーブル アド コネクション）という新たな事業を共同で展開している。これは、So-netとJC-HITSの導入局双方のコミュニティチャンネルの広告(CM)枠で一括した広告展開を行うというものである。また同時にケーブルテレビ向けの専用チャンネルとして、無料の総合編成チャンネル『チャンネル700』の配信を開始している。
2009年8月1日より、HDチャンネルを含む光回線ネットワークサービスを東京都・大阪府の一部のケーブルテレビ局において開始。その後、翌2010年4月からは福井県・島根県・広島県・福岡県のケーブルテレビ局にも対象を拡大。同年11月に全国基幹ネットワーク用の光回線の手配を完了し、翌2011年4月に全国で衛星配信から光回線による地上配信に完全移行した。
2017年10月10日、株式会社ブロードバンドタワーが株式の50.4%を取得し、 ジャパンケーブルキャストはブロードバンドタワーの連結子会社となった。
2018年10月3日、沖縄ケーブルネットワーク株式会社を完全子会社化した。

## JC-HITSを導入しているケーブルテレビ局一覧
都道府県ごとに、五十音順に列挙した。
- ★ - 「JC-data」の導入局。

| 都道府県など | ケーブルテレビ局名 |
| ------------ | --- |
| 北海道       | 苫小牧ケーブルテレビ |
| 青森県       | なし |
| 岩手県       | 一関ケーブルネットワーク★、岩手ケーブルテレビジョン 遠野市★、水沢テレビ、花巻ケーブルテレビ |
| 宮城県       | 大崎ケーブルテレビ、仙台CATV 気仙沼ケーブルネットワーク、宮城ケーブルテレビ★ |
| 秋田県       | 秋田ケーブルテレビ★、大館ケーブルテレビ 由利本荘市CATVセンター |
| 山形県       | なし |
| 福島県       | なし |
| 東京都       | 東京ケーブルネットワーク、多摩ケーブルネットワーク★ 豊島ケーブルネットワーク |
| 埼玉県       | なし |
| 神奈川県     | なし |
| 千葉県       | 千葉ニュータウンセンター、銚子テレビ 成田ケーブルテレビ |
| 群馬県       | なし |
| 栃木県       | 那珂川町ケーブルテレビ放送センター |
| 茨城県       | 研究学園都市コミュニティケーブルサービス、JWAY |
| 新潟県       | エヌ・シィ・ティ★ |
| 富山県       | 能越ケーブルネット★、となみ衛星通信テレビ★ 射水ケーブルネットワーク★、上婦負ケーブルテレビ |
| 石川県       | あさがおテレビ、輪島市ケーブルテレビ テレビ小松 |
| 福井県       | 嶺南ケーブルネットワーク 、美方ケーブルネットワーク ケーブルテレビ若狭小浜、おおいテレビ |
| 長野県       | 飯田ケーブルテレビ、伊那ケーブルテレビジョン★ エコーシティー・駒ヶ岳、LCV★ 蓼科ケーブルビジョン、高森町ケーブルテレビ★ チャンネル・ユー★、テレビ北信ケーブルビジョン テレビ松本ケーブルビジョン★、コミュニティテレビこもろ 丸子テレビ放送 |
| 山梨県       | 上野原ブロードバンドコミュニケーションズ★、河口湖有線テレビ放送 峡東ケーブルネット、CATV富士五湖 白根ケーブルネットワーク、山梨CATV★ |
| 愛知県       | アイ・シー・シー★ |
| 岐阜県       | 輪之内町★ |
| 三重県       | シー・ティー・ワイ★ |
| 静岡県       | 伊東テレビクラブ★、御前崎ケーブルテレビ TOKAIケーブルネットワーク★、東豆有線★ トコちゃんねる静岡★、浜松ケーブルテレビ★ |
| 大阪府       | ベイ・コミュニケーションズ★ |
| 兵庫県       | 明石ケーブルテレビ★、朝来市ケーブルテレビ ベイ・コミュニケーションズ★ |
| 京都府       | なし |
| 滋賀県       | あいコムこうか、東近江ケーブルネットワーク |
| 奈良県       | なし |
| 和歌山県     | サイバーリンクス |
| 広島県       | 井原放送、北広島町★ 三次ケーブルビジョン★、東広島ケーブルメディア ケーブル・ジョイ 、MCAT (ケーブルテレビ局) |
| 山口県       | アイ・キャン、Kビジョン シティーケーブル周南 、周防ケーブルネット 萩テレビ★、山口ケーブルビジョン★ |
| 島根県       | 出雲ケーブルビジョン★、石見銀山テレビ放送★ おおなんケーブルテレビ、石見ケーブルビジョン ひゃこるネットみすみ（浜田市三隅ケーブルテレビ）                                                                                                  |
| 鳥取県       | なし |
| 岡山県       | 井原放送、oniビジョン★ テレビ津山、倉敷ケーブルテレビ★ 矢掛放送 |
| 香川県       | ケーブルメディア四国★ |
| 愛媛県       | 愛媛CATV★、ハートネットワーク 今治シーエーティーブィ★、西予CATV |
| 高知県       | 高知ケーブルテレビ★、よさこいケーブルネット 黒潮町★ |
| 徳島県       | 日本中央テレビ |
| 福岡県       | メック |
| 佐賀県       | 玄海町★、唐津ケーブルテレビジョン★ |
| 長崎県       | 長崎ケーブルメディア、九州テレ・コミュニケーションズ★ 諫早ケーブルメディア、おおむらケーブルテレビ 東彼ケーブルテレビ、ケーブルテレビジョン島原 五島テレビ、福江ケーブルテレビ                                                            |
| 大分県       | 臼杵市★、大分ケーブルテレコム★ 杵築市★、CTBメディア★、中津市★ |
| 熊本県       | テレビやつしろ、天草ケーブルネットワーク★ |
| 宮崎県       | BTV★ |
| 鹿児島県     | 奄美テレビ放送、BTV★ 南九州ケーブルテレビネット |
| 沖縄県       | 沖縄ケーブルネットワーク★、石垣ケーブルテレビ |

## 配信しているチャンネル
主に400番台で4Kチャンネル、500番台でHDチャンネル、700番台でSDチャンネルを配信している。一部の例外を除いて、各チャンネルの下2ケタの番号は4K・HD・SDの3種類共に共通である。
自主放送用のチャンネルは700番台に割り当てられており、ケーブルテレビ局ごとに使用の有無・番号・チャンネル名・放送内容は異なる。また800番台は公営競技、900番台は成人向け（20歳以上の加入者本人による申し込みが必要）のチャンネルである。
各ケーブルテレビ局で実際に配信している（視聴可能な）チャンネルについては、「JC-HITSを導入しているケーブルテレビ局一覧」で列挙している各記事を参照のこと。
| 4K  | HD  | SD  | チャンネル名                                      | 備考               |
| --- | --- | --- | ------------------------------------------------- | ------------------ |
| -   | 500 | 700 | えんてれ                                          |                    |
| 401 | -   | -   | satonoka 4K                                       |                    |
| -   | 509 | -   | ジュエリー☆GSTV                                   |                    |
| 注  | 510 | 710 | ショップチャンネル                                | [ 注 1 ] [ 注 2 ]  |
| 注  | 511 | 711 | QVC（キューヴィーシー）                           | [ 注 1 ] [ 注 3 ]  |
| -   | 512 | 712 | お天気チャンネル                                  |                    |
| -   | 513 | -   | フジテレビNEXT ライブ・プレミアム                 |                    |
| -   | 514 | 739 | フジテレビONE スポーツ・バラエティ                | [ 注 4 ]           |
| -   | 515 | 721 | フジテレビTWO ドラマ・アニメ                      | [ 注 4 ]           |
| -   | 519 | -   | エンタメ〜テレ☆シネドラバラエティ                 |                    |
| -   | 522 | 722 | MONDO TV                                          | [ 注 5 ]           |
| -   | 523 | -   | 寄席チャンネル                                    | [ 注 6 ]           |
| -   | 524 | 724 | 囲碁・将棋チャンネル                              |                    |
| -   | 525 | 725 | 女性チャンネル♪LaLa TV                            |                    |
| -   | 526 | 726 | ディズニー・チャンネル                            |                    |
| -   | 528 | -   | ディズニージュニア                                |                    |
| -   | 529 | 729 | 旅チャンネル                                      | [ 注 5 ]           |
| 433 | 530 | 730 | J SPORTS 3                                        | [ 注 7 ]           |
| 431 | 531 | 731 | J SPORTS 1                                        | [ 注 7 ]           |
| 432 | 532 | 732 | J SPORTS 2                                        | [ 注 7 ]           |
| 434 | 533 | 733 | J SPORTS 4                                        | [ 注 7 ]           |
| -   | 534 | 734 | スカイA                                           |                    |
| -   | 535 | 735 | GAORA SPORTS                                      |                    |
| -   | 536 | 736 | 日テレジータス                                    |                    |
| -   | 537 | 737 | ゴルフネットワーク                                |                    |
| -   | 538 | -   | スポーツライブ+                                   | [ 注 8 ]           |
| -   | 541 | 741 | 釣りビジョン                                      |                    |
| -   | 542 | 740 | FIGHTING TV サムライ                              |                    |
| -   | 543 | -   | ダンスチャンネル byエンタメ～テレ                 |                    |
| -   | 546 | -   | WOWOWプラス 映画・ドラマ・スポーツ・音楽          |                    |
| -   | 547 | 747 | KBS World                                         |                    |
| -   | 548 | 748 | チャンネル銀河 歴史ドラマ・サスペンス・日本のうた |                    |
| -   | 549 | 749 | アジアドラマチックTV（アジドラ）                  |                    |
| -   | 550 | 750 | 映画・チャンネルNECO                              |                    |
| -   | 551 | 751 | ファミリー劇場                                    |                    |
| -   | 552 | 752 | 日本映画専門チャンネル                            |                    |
| -   | 553 | 753 | 時代劇専門チャンネル                              |                    |
| -   | 554 | 754 | Dlife                                             |                    |
| -   | 555 | 755 | スーパー!ドラマTV                                 |                    |
| -   | 556 | 756 | ムービープラス                                    |                    |
| -   | 557 | 757 | アクションチャンネル                              |                    |
| -   | 558 | 758 | ミステリーチャンネル                              |                    |
| 注  | 559 | 759 | ザ・シネマ                                        | [ 注 9 ]           |
| -   | 561 | -   | KNTV                                              | [ 注 10 ]          |
| -   | 562 | 762 | TBSチャンネル2 名作ドラマ・スポーツ・アニメ       | [ 注 11 ]          |
| -   | 563 | 763 | 衛星劇場                                          |                    |
| -   | 564 | 764 | 東映チャンネル                                    |                    |
| -   | 565 | 765 | TBSチャンネル1 最新ドラマ・音楽・映画             |                    |
| -   | 566 | 766 | テレ朝チャンネル1                                 |                    |
| -   | 567 | 767 | 日テレプラス ドラマ・アニメ・音楽ライブ           |                    |
| -   | 568 | 768 | ホームドラマチャンネル 韓流・時代劇・国内ドラマ   |                    |
| -   | 569 | 769 | V☆パラダイス                                      |                    |
| -   | 570 | 770 | 音楽・ライブ! スペースシャワーTV                  |                    |
| -   | 571 | 771 | Mnet                                              |                    |
| -   | 572 | 772 | MTV                                               |                    |
| -   | 573 | 773 | MUSIC ON! TV（エムオン!）                         |                    |
| -   | 574 | 774 | 歌謡ポップスチャンネル                            |                    |
| -   | 576 | -   | TAKARAZUKA SKY STAGE                              |                    |
| -   | 580 | 780 | カートゥーン ネットワーク 海外アニメ 国内アニメ   |                    |
| -   | 581 | 781 | キッズステーション テレビアニメ・劇場版・OVA      |                    |
| -   | 582 | 782 | アニマックス                                      |                    |
| -   | 583 | 783 | アニメシアターX（AT-X）                           |                    |
| 487 | -   | -   | ナチュラルウィンドウチャンネル                    |                    |
| -   | 588 | -   | CNN U.S.                                          |                    |
| -   | 589 | -   | フランス国際放送 TV5MONDE                         |                    |
| -   | 590 | 790 | 日経CNBC                                          |                    |
| -   | 591 | 791 | BBCニュース                                       |                    |
| -   | 592 | 792 | CNNj                                              |                    |
| -   | 593 | 793 | 日テレNEWS24                                      |                    |
| -   | 594 | 794 | TBS NEWS                                          |                    |
| -   | 595 | 795 | テレ朝チャンネル2                                 |                    |
| -   | 596 | 796 | ディスカバリーチャンネル                          |                    |
| -   | 597 | 797 | アニマルプラネット                                |                    |
| -   | 598 | 798 | ヒストリーチャンネル                              |                    |
| -   | 599 | 799 | ナショナル ジオグラフィック                       |                    |
| -   | -   | 701 | コミュニティ                                      | 自主放送用         |
| -   | -   | 702 | コミュニティ2                                     | 自主放送用         |
| -   | -   | 703 | コミュニティ3                                     | 自主放送用         |
| -   | -   | 704 | お天気情報                                        | 自主放送用         |
| -   | -   | 705 | お天気情報2                                       | 自主放送用         |
| -   | -   | 706 | 地域行政情報                                      | 自主放送用         |
| -   | 注  | 709 | 放送大学                                          | [ 注 12 ]          |
| -   | 820 | 810 | グリーンチャンネル                                |                    |
| -   | 821 | 811 | グリーンチャンネル2                               |                    |
| -   | 822 | 812 | SPEEDチャンネル                                   |                    |
| -   | 823 | -   | レジャーチャンネル                                |                    |
| -   | 960 | 950 | プレイボーイ チャンネル                           | 成人向けチャンネル |
| -   | 961 | 951 | レインボーチャンネル                              | 成人向けチャンネル |
| -   | 962 | 952 | ミッドナイト・ブルー                              | 成人向けチャンネル |
| -   | 963 | 953 | パラダイステレビ                                  | 成人向けチャンネル |
| -   | 964 | -   | チェリーボム                                      | 成人向けチャンネル |
| -   | 965 | 954 | レッドチェリー                                    | 成人向けチャンネル |